# HD 10597
HD 10597，又名BD+45 432，SAO 37475、HR 504，是一颗恒星，视星等为6.35，位于銀經132.43，銀緯-15.75，其B1900.0坐标为赤經1h 38m 20.2s，赤緯+45° -15.75′ 15″。